# Championnat des Seychelles de football 2003
Navigation
Saison précédente Saison suivante
La saison 2003 de Barclays First Division est la vingt-quatrième édition de la première division seychelloise. Les dix meilleures équipes du pays s'affrontent en matchs aller et retour au sein d'une poule unique. À la fin du championnat, le dernier du classement affronte le second de D2, lors d'un barrage.
Saint-Michel United remporte le championnat pour la sixième fois de son histoire, devançant Anse Réunion FC de cinq points et La Passe FC de sept points.
Vu les mauvais résultats de l'Ascot United FC (Victoria), avec un seul match nul et dix-sept défaites, le club en plus de descendre en D2, se retrouve rétrogradé en quatrième division (Central League).
Saint-Michel United se qualifie pour la ligue des champions de la CAF 2004.

## Les équipes participantes
| - La Passe FC - Saint-Michel United - Red Star FC - Anse Réunion FC - Sunshine SC | - Saint-Louis FC - Light Stars FC - Northern Dynamo (Glacis) - Ascot United FC (Victoria) - Plaisance FC - Promu de D2 |

## Classement
Le classement est établi sur le barème de points classique (victoire à 3 points, match nul à 1, défaite à 0).
| Rang | Équipe                     | Pts | J  | G  | N | P  | Bp | Bc | Diff |
| ---- | -------------------------- | --- | -- | -- | - | -- | -- | -- | ---- |
| 1    | St Michel United FCT       | 42  | 18 | 13 | 3 | 2  | 40 | 17 | +23  |
| 2    | Anse Réunion FC            | 37  | 18 | 11 | 4 | 3  | 26 | 10 | +16  |
| 3    | La Passe FCT               | 35  | 18 | 10 | 5 | 3  | 35 | 14 | +21  |
| 4    | Red Star FC                | 30  | 18 | 9  | 3 | 6  | 30 | 19 | +11  |
| 5    | Sunshine SC                | 24  | 18 | 7  | 3 | 8  | 22 | 19 | +3   |
| 6    | Light Stars FC             | 23  | 18 | 6  | 5 | 7  | 17 | 21 | -4   |
| 7    | Plaisance FCP              | 23  | 18 | 7  | 2 | 9  | 18 | 37 | -19  |
| 8    | Saint-Louis FCC            | 20  | 18 | 6  | 2 | 10 | 25 | 29 | -4   |
| 9    | Northern Dynamo (Glacis)   | 18  | 18 | 4  | 6 | 8  | 21 | 26 | -5   |
| 10   | Ascot United FC (Victoria) | 1   | 18 | 0  | 1 | 17 | 10 | 52 | -42  |

| Légende : Qualifications et relégations | Légende : Qualifications et relégations                                                     |
| --------------------------------------- | ------------------------------------------------------------------------------------------- |
|                                         | Qualification pour la Ligue des champions de la CAF 2004                                    |
|                                         | Qualification pour la Coupe de la confédération 2004                                        |
|                                         | Participation au barrage de promotion-relégation                                            |
|                                         | Relégation directe en 4e division                                                           |
|                                         | T : Tenant du titre P : Promu de deuxième division C : Vainqueur de la Coupe des Seychelles |

### Barrages Promotion/Relégation
Le dernier de première division doit affronter le second de deuxième division pour une place en D1.
5 décembre 2003
- Northern Dynamo 1-0 Foresters

Northern Dinamo reste en D1, Foresters reste en D2.

## Bilan de la saison
| Championnat des Seychelles de football 2003 |                                |
| Champion                                    | Saint-Michel United (6e titre) |
| Coupes et trophées                          |                                |
| Vainqueur de la Coupe des Seychelles 2003   | Saint-Louis FC                 |
| Qualifications continentales                |                                |
| Ligue des champions de la CAF 2004          | Saint-Michel United            |
| Coupe de la CAF 2004                        | Saint-Louis FC                 |
| Promotions et relégations                   |                                |
| Promus en Barclays First Division           | Seychelles Marketing Board     |
| Relégués en Central League (D4)             | Ascot                          |